# Capilla presbiteriana de Bellavista
La capilla presbiteriana de Bellavista, también denominada como capilla anglicana, es una iglesia situada en el municipio español de Minas de Riotinto, en la provincia de Huelva, comunidad autónoma de Andalucía. La capilla se encuentra ubicada en el barrio de Bellavista, que antiguamente constituía el centro de la colonia británica en Riotinto. El edificio, que data de 1891, se encuentra en la actualidad preservado con carácter turístico.
Desde 2005 la capilla está indexada como bien perteneciente al Patrimonio Histórico Andaluz.

## Historia
Tras la adquisición de las minas de Riotinto por la Rio Tinto Company Limited (RTC), en 1873, se fue formando una pequeña colonia británica formada por ingenieros y miembros del staff de la RTC. Los ingleses en un principio carecían de un lugar donde celebrar sus actos religiosos, pues no contaban ni con iglesias ni capillas. Para 1882 ya estaba presente en Riotinto el primer pastor de origen británico, el reverendo McDonald, presbítero y escocés, que atendía a sus parroquianos protestantes en las dependencias del primitivo Club Inglés en La Mina. Ya iniciada la década de 1880 la colonia británica se instaló en lo que luego se conocería como barrio de Bellavista, planteándose ya entonces la construcción de una capilla. Existen planos de 1891 y 1893 donde se representan las plantas, alzados y secciones de la capilla, con detalles decorativos representados con suma exquisitez. El proyecto no aparece firmado por ningún arquitecto, pues la compañía inglesa no tenía contratado ningún arquitecto en esa época. 
Incluso en las celebraciones que se practicaban en el interior de esta capilla existía una diferencia de clase acuciante, acorde a la realidad social de Bellavista. La primera fila estaba reservada para el director general de la RTC y su familia —así como todo el staff acudía a los servicios religiosos—, manteniendo la jerarquía en su colocación respectiva en la iglesia. Se convierte, por tanto, la capilla presbiteriana en un elemento fundamental dentro del Barrio de Bellavista, tanto por su carácter religioso como por su carácter social. La capilla es el edificio mejor conservado de todo el conjunto, poseyendo todavía el mobiliario primitivo que entona perfectamente con la arquitectura exterior.

## Descripción

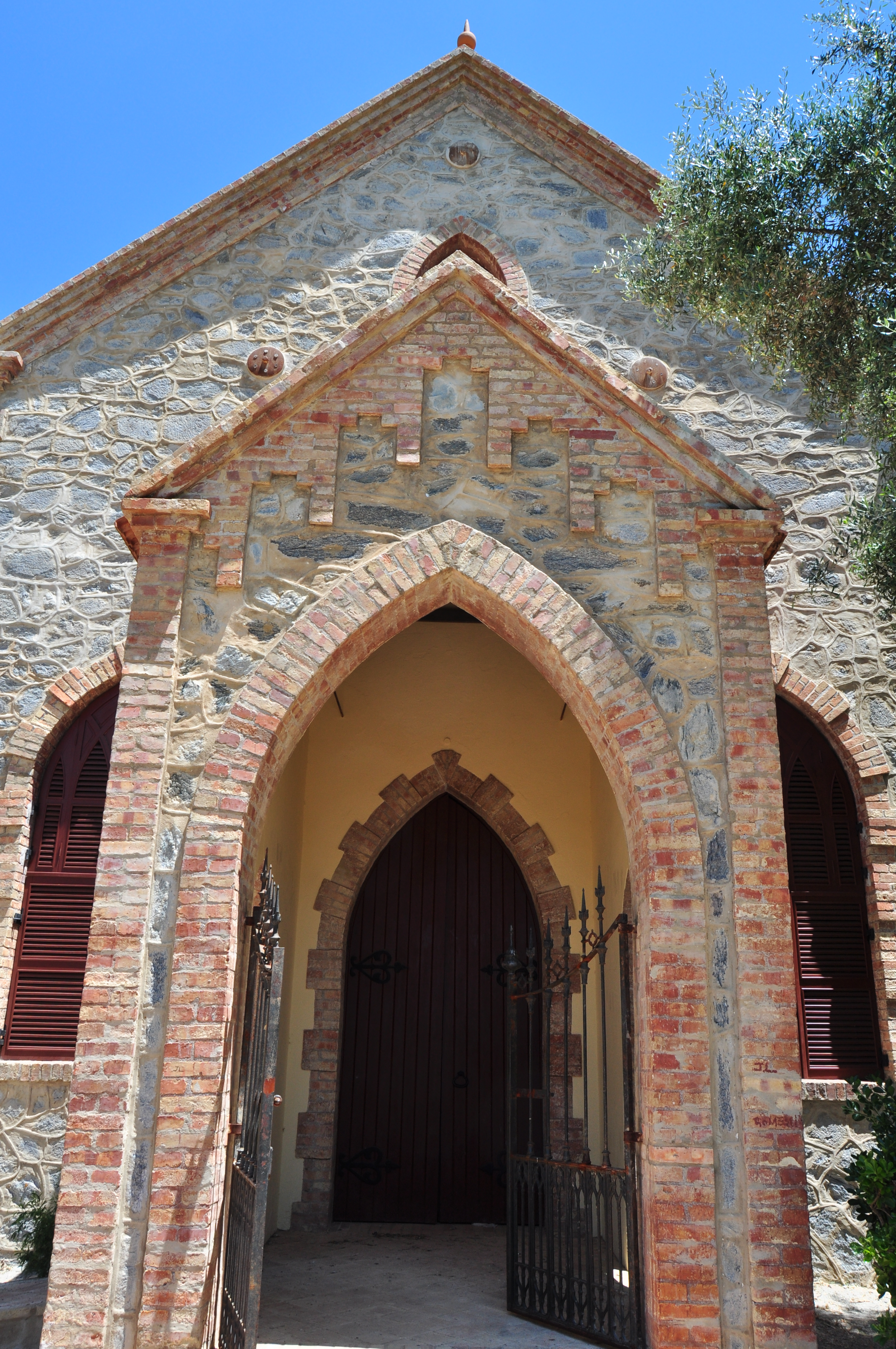
Detalle de la fachada.

El edificio presenta las características típicas de las capillas presbiterianas escocesas, las «kirk». Consta de una sola nave con ventanas ojivales de influencias neogóticas, estando cubierta por una techumbre a dos aguas de elevada inclinación con teja plana. La nave tiene tres pilastras escalonadas a cada lado, más gruesas por la parte inferior y rematadas en tejadillos a un agua. Las ventanas —cuatro a cada lado y dos en la fachada principal— son ojivales y su carpintería es, asimismo, de dos hojas con vidriera ojival de tracería, defendidas por contraventanas exteriores de lamas. La capilla es de fábrica de mampostería pintada de color claro, con recercados en las ventanas, esquinas y pilastras en ladrillo visto. 
La cubierta, de teja plana, se remata con un adorno presbiteriano muy delicado, de pequeños pináculos enlazados a lo largo de la cumbrera. El interior destaca por su majestuosidad, con cubierta de cerchas de madera esbeltas, de cartabones curvos, correas, cabios y tablazón barnizadas en color oscuro, lo que le otorga un aspecto de artesonado ligero. Las cerchas arrancan de pequeñas ménsulas que salen de los muros laterales. En el centro del coro existe un pequeño órgano.